# Graffiti Bridge
Graffiti Bridge är en film skriven av Prince. Den är efterföljaren till Purple Rain och kom 1990. 

## Handling
The Kid och Morris Day är rivaler som driver var sin klubb. De slår vad om vem som skriver den bästa sången. The Kid har blivit en grubblande person som skriver brev till sin döde far. Han träffar Aura under Graffiti Bridge och blir förälskad. Än en gång försöker Morris lägga beslag på hans flickvän, som omkommer i en tragisk olycka. The Kid skriver då en ballad till hennes minne och Morris erkänner att vadet är förlorat.

## Om filmen
Filmen är inspelad i Eden Prairie och Minneapolis. Den hade världspremiär i USA den 2 november 1990 och svensk premiär på TV 4 den 9 juli 1995.

## Rollista i urval
- Prince - The Kid
- Morris Day - sig själv
- Jerome Benton - Jerome, Morriss assistent
- The Time - sig själva
- Jill Jones - Jill, Kids flickvän
- Mavis Staples - Melody Cool, ägaren till Melody Cool Club
- George Clinton - sig själv
- Ingrid Chavez - Aura, en ängel
- Tevin Campbell - Tevin, Melody Cools son

## Musik i filmen
- Seven Corners, skriven av Prince, Ingrid Chavez och Levi Seacer Jr., framförd av Ingrid Chavez
- New Power Generation, skriven och framförd av Price
- Release It, skriven av Prince och Levi Seacer Jr., framförd av The Time
- The Question of You", skriven och framförd av Price
- Elephants and Flowers, skriven och framförd av Price
- Round 'N' Round, skriven av Price, framförd av Tevin Campbell
- We Can Funk, skriven och framförd av Prince och George Clinton
- Joy in Repetition, skriven och framförd av Price
- Love Machine. skriven av Prince, Levi Seacer Jr. och Morris Day, framförd av The Time
- Tick, Tick, Bang
- Shake!, skriven av Prince, framförd av The Time
- The Latest Fashion, skriven av Prince, framförd av The Time
- Melody Cool, skriven av Prince, framförd av Mavis Staples
- Number 1, skriven av Prince, framförd av Robin Power
- Thieves in the Temple skriven och framförd av Prince
- Blondie, skriven av Jesse Johnson, Jimmy Jam och Terry Lewis, framförd av The Time
- Jerk Out, skriven och framförd av The Time
- Still Would Stand All Time, skriven av Prince, framförd av Prince och The Steeles
- Graffiti Bridge, skriven av Prince, farmförd av Mavis Staples, Tevin Campbell, The Steeles och Prince
- Dance Sacrée et Dance Profane, skriven av Claude Debussy
- Voyage Au Pays Du Tendre, skriven av Gabriel Pierne
- Introduction and Allegro, skriven av Maurice Ravel
- Duelin' Banjos, skriven av Arthur Smith, framförd av Eric Weissberg och Steve Mandel
- Nightmares, skriven av Wayne Coster och Richard Whitfield, framförd av Wayne Coster

## Utmärkelser
- 1991 - ASCAP Award - Mest spelade filmmusik, Prince för Thieves in the Temple